# Louis H. Miller
Louis Howard Miller (* 4. Februar 1935 in Baltimore) ist ein US-amerikanischer Parasitologe, der sich mit Malaria befasst.
Miller machte 1956 seinen Bachelor-Abschluss am Haverford College, seinen M.-D.-Abschluss in Medizin 1960 an der Washington University. Seine Facharztausbildung absolvierte er am Mount Sinai Hospital in New York (1960/61 Internship, 1961–1963 Residency am Mount Sinai und Montefiore Hospital in der Bronx). 1964 erhielt er einen Master-of-Science-Abschluss an der Columbia University. 1964/65 war er Fellow der National Institutes of Health am Cedar Sinai Medical Center und forschte 1965 bis 1967 an den SEATO Medical Research Laboratories in Bangkok. Ab 1967 war er zunächst Assistant Professor und dann Professor für Tropenmedizin an der Medizinischen Fakultät der Columbia University. 1971 bis 1992 leitete er die Malaria-Abteilung des Labors für Parasitenerkrankungen. Er war ab 1995 Leiter des Labors für Parasitäre Erkrankungen und ist Leiter der Sektion Zellbiologie der Malaria am National Institute of Allergy and Infectious Diseases, wo er seit 1992 ist.
1979 bis 1987 war er im Leitungskomitee der WHO in ihrem Programm zur Malaria-Immunisierung. Ab 1989 war er Präsident der American Society of Tropical Medicine and Hygiene.
Er erforschte unter anderem die Wege, wie Malaria-Erreger an die roten Blutkörperchen ankoppeln und in sie eindringen. Zum Beispiel identifizierten sie das Duffy Antigen (DARC) auf der Oberfläche roter Blutkörperchen (ein Rezeptor für verschiedene Chemokine) als den Rezeptor für Plasmodium vivax.
1985 erhielt er den Paul-Ehrlich-und-Ludwig-Darmstaedter-Preis. Außerdem erhielt er den sechsten Bristol-Myers Squibb Award for Distinguished Achievement in Infectious Diseases Research und den Commonwealth Award. Miller ist Mitglied der National Academy of Sciences, der American Association for the Advancement of Science und des Institute of Medicine der National Academy of Sciences. Er ist Ehrenmitglied der Royal Society of Tropical Medicine and Hygiene und des Queensland Institute of Medical Research.
Er ist seit 1959 verheiratet und hat ein Kind.